# Auburndale (Wisconsin)
Auburndale é uma vila localizada no estado norte-americano de Wisconsin, no Condado de Wood.

## Demografia
Segundo o censo norte-americano de 2000, a sua população era de 738 habitantes. 
Em 2006, foi estimada uma população de 763, um aumento de 25 (3.4%).

## Geografia
De acordo com o United States Census Bureau tem uma área de 
5,4 km², dos quais 5,4 km² cobertos por terra e 0,0 km² cobertos por água.

## Localidades na vizinhança
O diagrama seguinte representa as localidades num raio de 20 km ao redor de Auburndale. 